# Mumia Abu-Jamal
Mumia Abu-Jamal (født 24. april 1954 som Wesley Cook) er en amerikansk tidligere journalist og Black Panther-aktivist, som i 1981 blev dømt for drabet på politimanden Daniel Faulkner den 9. december samme år. Han blev dømt til døden, men 7. december 2011 meddelte R. Seth Williams, der er district attorney i Philadelphia, at man ikke længere ville søge dødsstraffen fuldbyrdet, men at dommen blev forvandlet til livsvarigt fængsel uden mulighed for prøveløsladelse.
Abu-Jamal er blevet en cause célèbre for mange modstandere af dødsstraf, og får også megen opmærksomhed fra tilhængere af denne afstraffelsesmetode.[kilde mangler] Hans tilhængere mener han er uskyldig og hævder, at dommen mod ham var politisk motiveret. Både Amnesty International og Human Rights Watch har erklæret, at de ser dommen som urigtig, og de kræver, at Mumia bliver løsladt eller får en ny retssag. 
Abu-Jamal sidder i højsikkerhedsfængslet State Correctional Institution Greene i nærheden af Waynesburg i Pennsylvania.